# ماركوس شتورش
ماركوس شتورش (بالسويدية: Marcus Storch)‏ هو مهندس سويدي، ولد في 28 يوليو 1942 في ستوكهولم في السويد.